# Drážovce
Drážovce (em húngaro: Darázsi; alemão: Draschowitz) é um município da Eslováquia, situado no distrito de Krupina, na região de Banská Bystrica. Tem 8,03 km² de área e sua população em 2018 foi estimada em 134 habitantes.

## Demografia
| Ano:        | 1994 | 2004   | 2014    | 2024    |
| ----------- | ---- | ------ | ------- | ------- |
| Broj ljudi: | 127  | 120    | 145     | 117     |
| Razlika:    |      | -5,51% | +20,83% | -19,31% |

| Ano:               | 2023 | 2024 |
| ------------------ | ---- | ---- |
| Número de pessoas: | 117  | 117  |
| Diferença:         |      | +0%  |